# بيبيانا بيريز
بيبيانا بيريز (بالإيطالية: Bibiana Perez)‏ هي متزحلقة إيطالية، ولدت في 31 أكتوبر 1970 في ستيرزنج في إيطاليا.

## وصلات خارجية
- بيبيانا بيريز على موقع الاتحاد الدولي للتزلج (التزلج على المنحدرات الثلجية) (الإنجليزية)
- بيبيانا بيريز على موقع أوليمبيديا (الإنجليزية)